# Bustillo del Páramo
Bustillo del Páramo ist eine Gemeinde (Municipio) mit 1.057 Einwohnern (Stand: 2024) in der Provinz León der Autonomen Gemeinschaft Kastilien-León. Die Gemeinde besteht neben dem namensgebenden Hauptort aus den Ortschaften Acebes del Páramo, Antoñanes del Páramo, Barrio de Buenos Aires, Grisuela del Páramo, Matalobos del Páramo, La Milla del Páramo und San Pedro de Pegas.

## Geographie
Bustillo del Páramo liegt etwa 28 Kilometer südwestlich von León in einer Höhe von ca. 845 m. Der Río Órbigo begrenzt die Gemeinde im Westen.

## Bevölkerungsentwicklung
| Jahr        | 1900 | 1950 | 1970 | 1981 | 1991 | 2001 | 2011 | 2021 |
| ----------- | ---- | ---- | ---- | ---- | ---- | ---- | ---- | ---- |
| Einwohner   | 2023 | 2901 | 2686 | 2478 | 2190 | 1816 | 1448 | 1113 |
| Quelle: INE |      |      |      |      |      |      |      |      |

## Sehenswertes
- Peterskirche (Iglesia de San Pedro)

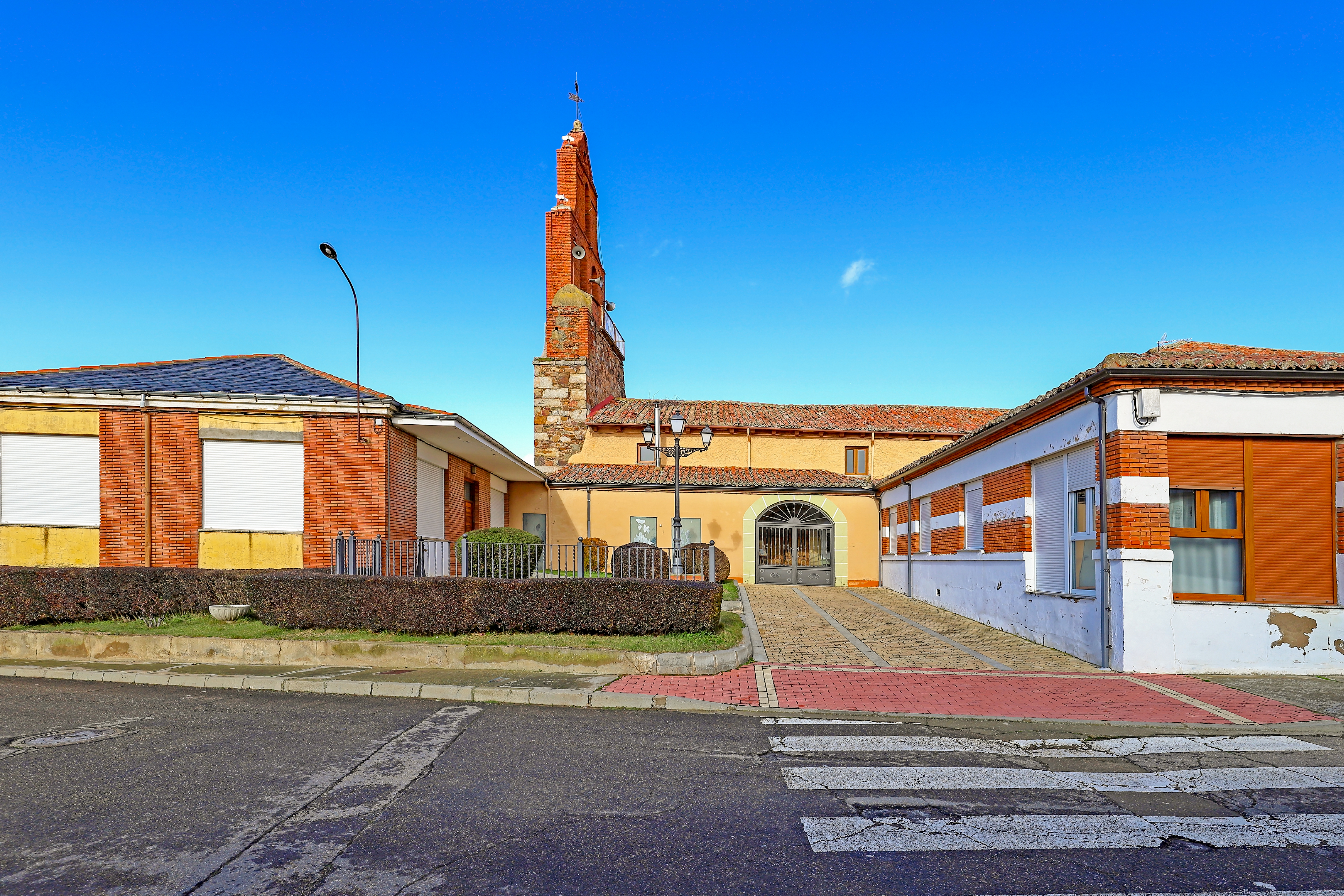
Peterskirche
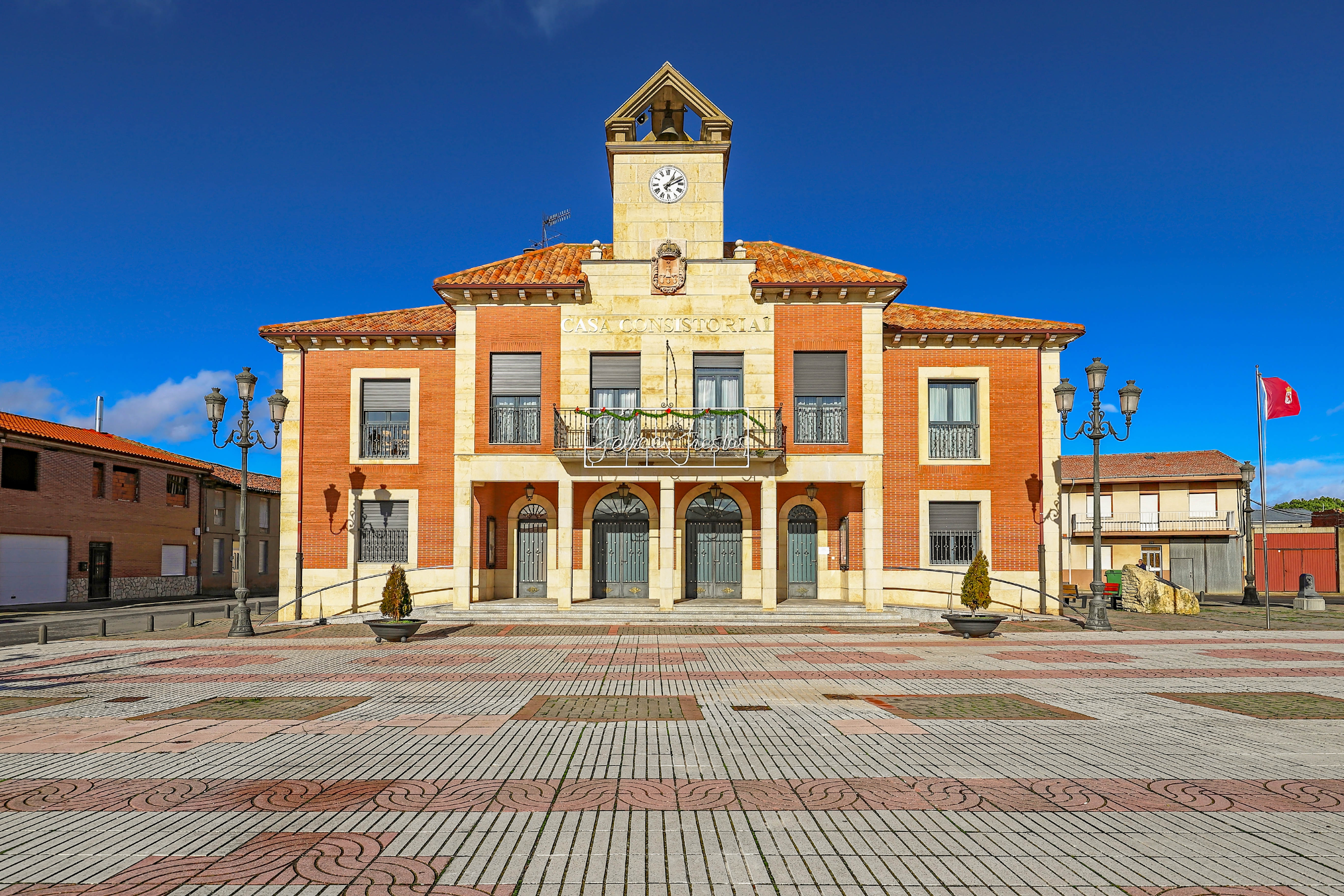
Rathaus